# Нямата
Нямата (на френски: Nyamata) е град в Руанда, Източна провинция. Административен център на окръг Бугесера. През 2012 г. градът има 34 922 жители.